# バーレーンの国旗
バーレーンの国旗(アラビア語 علم البحرين)は、赤・白に塗り分けられた二色旗である。
赤は伝統的にペルシャ湾各国で使用されている色で、竿側に白を使用。赤と白は頂点が5つあるジグザグ線で分けられる。5つの頂点はイスラム教の五行を表している。
バーレーンの最古の国旗は単純に赤一色のものであったが、19世紀に近隣諸国との和平を示すため白が追加され、ジグザグ線は他国との区別をするため追加された。従来、ジグザグ線の頂点は8つだったが、2002年に新憲法が制定され、国名がバーレーン国からバーレーン王国に改称されたのに伴い現行の5つに変更された。
ジグザグ線が省略され、直線で表現されることもある。

縦横比2:3の別タイプ
2002年以降の王室の旗
国防軍旗
軍艦旗
空軍旗
陸軍旗

## 歴史

?1820年以前
?1820年から1932年
?1932年から1972年
?1972年から2002年
??同上（縦横比2:3の別タイプ）